# Barbara Sachmacińska
Barbara Sachmacińska, po mężu Bonk (ur. 24 września 1983 w Przasnyszu) – polska sztangistka.
Zawodniczka CLKS Mazovia Ciechanów. Uczestniczka mistrzostw świata seniorek w Warszawie (2002) – nie ukończyła dwuboju w kategorii 53 kg. 4-krotna uczestniczka mistrzostw Europy seniorek, najlepsze 5. miejsce zajęła w Antalyi (2001, w kat. 53 kg).
4-krotna uczestniczka MŚ juniorek (kat. 53 kg: 5. miejsce w 2002, 6. miejsce w 2000 i 7. miejsce w 2001 r.; kat. 58 kg: 8. miejsce w 2003 r.) Wicemistrzyni Europy juniorek do lat 20 z Kalmaru (2001) w kat. 53 kg. Czwarta zawodniczka MEJ 2002 w kat. 53 kg, piąta podczas MEJ w 2000 w kat. 53 kg i 2003 w kat. 58 kg. Piąta zawodniczka mistrzostw Europy do lat 16 w Lignano (1999; kat. 50 kg).
Sześciokrotna medalistka mistrzostw Polski seniorek:
- 1998 – srebro w kat. 48–95 kg
- 1999 – srebro w kat. 53–132,5 kg
- 2000 – srebro w kat. 53–155 kg
- 2001 – złoto w kat. 53–165 kg
- 2002 – srebro w kat. 58–175 kg
- 2003 – brąz w kat. 58–165 kg

W kategorii 53 kg trzykrotna rekordzistka Polski w rwaniu (od 75 kg (24.04.2001) do 77,5 kg (24.04.2002)), trzykrotna rekordzistka Polski w podrzucie (od 90,5 kg (25.05.2001) do 95 kg (31.05.2002)) i czterokrotna rekordzistka Polski dwuboju (od 165 kg (24.04.2001) do 172,5 (31.05.2002)).
Aktualna rekordzistka Polski juniorek do lat 18 w rwaniu (75), podrzucie (92) i dwuboju (167) kategorii 53 kg.
Córka Marka Sachmacińskiego, żona srebrnego medalisty olimpijskiego Bartłomieja Bonka, z którym mają syna Mateusza, urodzonego w 2004 r; oraz córeczki, bliźniaczki, urodzone w 2012. Jedna z bliźniaczek, Julia zmarła 13 lutego 2014 roku.